# Ким У Бин
Ким У Бин (Хангыль 김우빈:, род. 16 июля, 1989) — южнокорейский актёр. Начал свою карьеру в качестве модели и дебютировал в телевизионной дораме «Белое Рождество». Позже снялся в дорамах «Достоинство джентльмена» (2012), «Школа 2013» (2012—2013), «Наследники»(2013). В 2016 году он впервые получил главную роль в сериале «Безрассудно влюбленные».
В мае 2017 года агентство Кима объявило, что Ким возьмет паузу после того, как у него был диагностирован рак носоглотки. Ким вернулся на экраны в 2022 году с телесериалом «Наш блюз».

## Карьера

### 2009–2012: Начало карьеры
Ким Убин мечтал начать модельную карьеру будучи еще студентом средней школы.. В 2009 году прошли его первые выступления в качестве модели. Он появлялся в прет-а-порте коллекциях и коллекциях Сеульской недели моды.
По мере развития своей карьеры модели он начал сниматься в коммерческих фильмах и начал изучать актерское мастерство под руководством тренера по актерскому мастерству Мун Вон Чжу. Ким влюбился в актерское мастерство, сказав: «Я обнаружил, что испытываю тот же трепет и энтузиазм, что и в первый раз, когда вышел на подиум».
Под сценическим именем Ким Убин он дебютировал в качестве актера в 2011 году, снявшись в мистической дораме «Белое Рождество» и ситкоме «Вампир-айдол».
В 2012 году он сыграл роль второго плана в романтической комедии «Достоинство джентльмена», написанной известным сценаристом Ким Ын Сук. Затем последовало двухсерийное гостевое появление в драматической адаптации популярной манги «Для тебя во всём цвету».

### 2013: Рост популярности

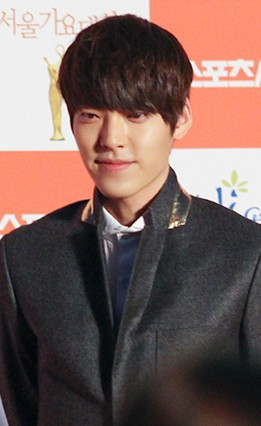
Ким на красной дорожке Seoul Music Awards 2013

Прорывным для Кима стал 2013 год, когда он снялся в двух популярных дорамах и одном фильме. С конца декабря по начало 2013 года он снимался в сериале «Школа 2013». Он получил свою первую актерскую награду за эту роль на 2-й церемонии APAN Star Awards в категории «Лучший новый актер».
В том же году он снялся в подростковой дораме «Наследники», которая стала популярной как внутри страны, так и за рубежом с максимальным рейтингом аудитории в 28,6% и 1 миллионом просмотров на китайском стриминговом сайте iQiyi. Популярность Кима резко возросла за рубежом. Это привело к увеличению количества рекламных контрактов и актерских предложений для актера.
Затем Ким сыграл свою первую большую роль в кино «Друг 2: Наследие», продолжении блокбастера 2001 года, ставшего кассовым хитом Квак Кен Тхэка. Он получил положительные отзывы за роль молодого члена банды. В том же году он стал ведущим музыкальной программы на кабельном телевидении M! Countdownс 15 августа 2013 года по 13 февраля 2014 года.

### 2014–2017: Успех в кино и перерыв
После своего взлета популярности в 2013 году Ким продолжил сниматься в крупных проектах на большом экране. В январе 2014 года он получил роль в фильме-ограблении «Специалисты», в котором сыграл главного взломщика сейфов вместе с восходящей звездой Ли Хен У. Затем он сыграл комедийного персонажа в фильме инди-режиссера Ли Бен Хона «Двадцать» в 2015 году.
Ким Убин появился в рекламной кампании для часов Calvin Klein + Jewelry, став первой моделью из Восточной Азии, рекламирующей этот бренд.

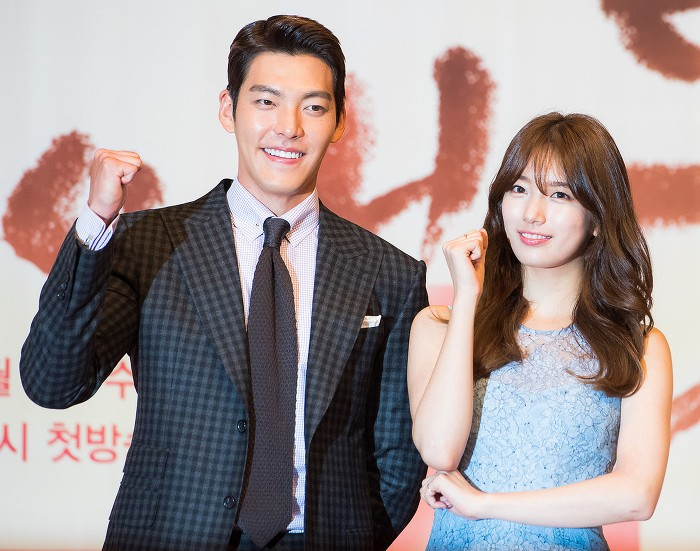
Ким Убин и Пэ Сюзи на пресс-конференции «Безрассудно влюблённых», 4 июля 2016 года

В 2015 году Ким получил свою первую главную телевизионную роль в мелодраме «Безрассудно влюблённые», написанной сценаристом Ли Кен Хи. Премьера дорамы состоялась в июле 6, 2016.
Затем он снялся в криминальном боевике «Мастер» вместе с Ли Бён Хоном и Кан Дон Воном. Премьера фильма состоялась в декабре 2016 года и стала 11-м фильмом-бестселлером 2016 года в Южной Корее.
В 2017 году снялся в криминальном фильме «Прослушка». Съемки проекта были приостановлены, так как Ким Убин начал лечение от рака.

### 2020–наст. время: Возвращение на экраны

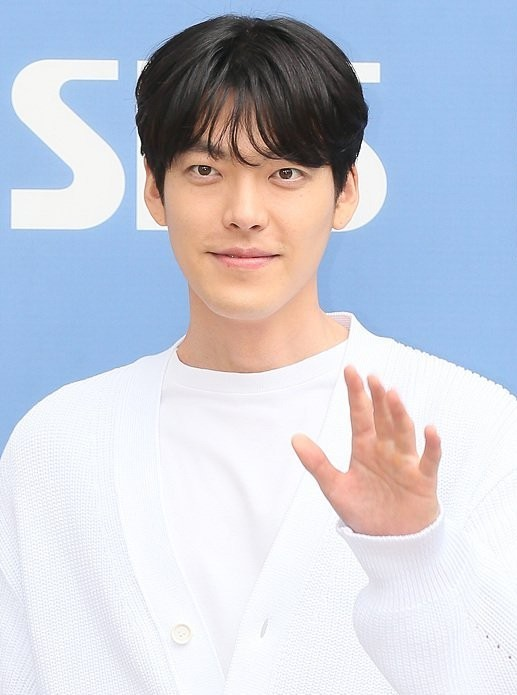
Ким в 2022 году

11 марта 2020 года AM Entertainment объявила, что Ким вернется на большой экран в предстоящем научно-фантастическом фильме Чхве Дон Хуна «Прищельцы» вместе с Рю Джун Ель и Ким Тхэ Ри. Премьера фильма состоялась в июле 2022 года, и Ким сыграл роль «Стража», человека, ответственного за содержание заключенных-инопланетян.
Также в 2022 году Ким снялся в телесериале известного сценариста Но Хи Гёна «Наш блюз» и в оригинальном сериале Netflix «Черный рыцарь».

## Личная жизнь
Ким Убин является лучшим другом с коллегой по сериалу «Школа 2013» Ли Джон Соком, которого он знал со времен работы моделью.

### Отношения
С мая 2015 года Ким находится в отношениях с моделью и актрисой Син Миной.

### Здоровье
24 мая 2017 года у Ким был диагностирован рак носоглотки. Агентство Кима, Sidus HQ, сообщило, что Ким начал медикаментозное и лучевое лечение и прекратит всю деятельность. 29 декабря Ким объявил в письме, что он завершил свой план лечения рака. Однако он все равно был освобожден от военной службы.

### Благотворительность
8 марта 2022 года Ким пожертвовал 100 миллионов вон Ассоциации помощи пострадавшим от стихийных бедствий «Мост Надежды», чтобы помочь жертвам масштабных лесных пожаров, которые начались в Ульджине, Кенбук, что также распространились на Самчхок, Канвондо. На Рождество Ким отправил подарки и рукописное письмо примерно 200 детям, которые находятся в детском отделении больницы Асан в Сеуле.
В январе 2023 года Ким пожертвовал 100 миллионов вон медицинскому центру Асан в Сеуле, чтобы поддержать лечение малообеспеченных пациентов.

## Деятельность посла
В 2013 году Ким был назначен почетным послом своей альма-матер, университета Чонджу. В том же году он был назначен послом по связям с общественностью фестиваля информационных наук Сувона 2013 года; и послом кампании «Хороший загрузчик», организованной Корейским советом по кинематографии и Федерацией кино по борьбе с пиратством/
В 2015 году Ким был выбран в качестве рекламного посла сети артхаусных выставок CJ CGV, CGV ARTHOUSE.
В апреле 2017 года Ким был назначен почетным послом зимних Олимпийских игр 2018 года в Пхенчхане, Южная Корея. Ким – второй актер, взявший на себя эту роль, и должен был принять участие в различных мероприятиях по продвижению мероприятия. Однако в октябре он был отстранен от этой роли из-за продолжавшегося в то время лечения от рака.

## Фильмография

### Кино
| Год  | Название                   | Роль        | Примечание             | Ист.   |
| ---- | -------------------------- | ----------- | ---------------------- | ------ |
| 2012 | Полицейский на подиуме     |             | Камео, последняя часть | [ 53 ] |
| 2013 | Друг 2: Наследие           | Хан Сон Хун |                        | [ 54 ] |
| 2014 | Специалисты                | Чжи Хек     |                        | [ 55 ] |
| 2015 | Двадцать                   | Чи Хо       |                        | [ 22 ] |
| 2016 | Мастер                     | Пак Чан Гун |                        | [ 56 ] |
| 2021 | Каков отец, таков и сын    | Рассказчик  | Версия barrier-free    | [ 57 ] |
| 2022 | Прищельцы                  | Страж       |                        | [ 58 ] |
| 2024 | Пришельцы. Назад в будущее | Страж       |                        | [ 59 ] |
| 2024 | Офицер с черным поясом     | Ли Чжон До  | Фильм Netflix          | [ 60 ] |

### Телесериалы
| Год  | Название                | Роль          | Примечание                  | Ист.   |
| ---- | ----------------------- | ------------- | --------------------------- | ------ |
| 2011 | Белое Рождество         | Кан Ми Ру     |                             | [ 6 ]  |
| 2011 | Амурная Фабрика         | Рой           | Drama Special               | [ 61 ] |
| 2011 | Вампир-айдол            | У Бин         |                             | [ 7 ]  |
| 2012 | Достоинство джентльмена | Ким Дон Хёп   |                             | [ 62 ] |
| 2012 | Для тебя во всём цвету  | Джон Ким      | гостевая роль, 9-11 эпизоды | [ 9 ]  |
| 2012 | Школа 2013              | Пак Хын Су    |                             | [ 11 ] |
| 2013 | Наследники              | Чхве Ен до    |                             | [ 63 ] |
| 2016 | Безрассудно влюблённые  | Шин Чжун Ен   |                             | [ 25 ] |
| 2022 | Наш блюз                | Пак Чжон Джун |                             | [ 64 ] |

### Веб-сериалы
| Год  | Название                    | Роль                          | Ист.          |
| ---- | --------------------------- | ----------------------------- | ------------- |
| 2014 | ДНК любви                   | Охотник за любовными клетками | [ 65 ]        |
| 2023 | Черный рыцарь               | 5–8                           | [ 66 ]        |
| 2024 | Все твои желания исполнятся | Джинн                         | [ 67 ] [ 68 ] |

### Телешоу
| Год  | Название               | Роль                    | Ист.   |
| ---- | ---------------------- | ----------------------- | ------ |
| 2023 | GBRB Reap What You Sow | Член актёрского состава | [ 69 ] |

### Ведущий и документально кино
| Год       | Название    | Ист.          |
| --------- | ----------- | ------------- |
| 2013–2014 | M Countdown | [ 20 ] [ 70 ] |
| 2020      | Humanimal   | [ 71 ]        |

### Музыкальные видео
| Год  | Название           | Артист | Ист.   |
| ---- | ------------------ | ------ | ------ |
| 2009 | Kiss               | Дара   | [ 72 ] |
| 2013 | Don't Mess With Me | 2Eyes  | [ 73 ] |

## Дискография

### Саундтреки
| Год                                                                                     | Название             | Наивысшая позиция в чарте | Продажи | Альбом                     |
| Год                                                                                     | Название             | KOR Gaon                  | Продажи | Альбом                     |
| --------------------------------------------------------------------------------------- | -------------------- | ------------------------- | ------- | -------------------------- |
| 2016                                                                                    | «Picture In My Head» | 91                        | н/д     | Безрассудно влюблённые OST |
| 2016                                                                                    | «Do You Know»        | —                         | н/д     | Безрассудно влюблённые OST |
| "—" обозначает релизы, которые не попали в чарты или не были выпущены в данном регионе. |                      |                           |         |                            |

## Награды и номинации
| Награда                                                  | Год  | Категория                                                                  | Работа                                              | Результат | Ист.   |
| -------------------------------------------------------- | ---- | -------------------------------------------------------------------------- | --------------------------------------------------- | --------- | ------ |
| APAN Star Awards                                         | 2013 | Лучший новый актер                                                         | Школа 2013                                          | Победа    | [ 75 ] |
| APAN Star Awards                                         | 2014 | Премия за выдающиеся достижения, актер мини-сериала                        | Наследники                                          | Номинация | [ 76 ] |
| APAN Star Awards                                         | 2016 | Премия за выдающиеся достижения, актер мини-сериала                        | Безрассудно влюблённые                              | Номинация |        |
| APAN Star Awards                                         | 2022 | Лучшая пара                                                                | Ким Убин совместно с Хан Чжи Мин Наш блюз           | Номинация | [ 77 ] |
| Asia Model Awards                                        | 2013 | Награда «Новая звезда»                                                     | Ким Убин                                            | Победа    | [ 78 ] |
| Asia Model Awards                                        | 2014 | Награда «Звезда Азии»                                                      | Ким Убин                                            | Победа    | [ 79 ] |
| Asia Rainbow TV Awards                                   | 2014 | Лучшая мужская роль второго плана                                          | Наследники                                          | Номинация |        |
| Премия «Пэксан»                                          | 2013 | Лучший новый актёр — телевидение                                           | Школа 2013                                          | Номинация | [ 80 ] |
| Премия «Пэксан»                                          | 2014 | Лучший новый актёр — кино                                                  | Друг 2: Наследие                                    | Номинация |        |
| Кинопремия «Голубой дракон»                              | 2014 | Лучший новый актёр                                                         | Друг 2: Наследие                                    | Номинация | [ 81 ] |
| Кинопремия «Голубой дракон»                              | 2014 | Награда «Популярная звезда»                                                | Друг 2: Наследие                                    | Победа    | [ 82 ] |
| Buil Film Awards                                         | 2015 | Лучший новый актёр                                                         | Двадцать                                            | Номинация |        |
| Международный фестиваль фантастических фильмов в Пучхоне | 2014 | Fantasia Award                                                             | Ким Убин                                            | Победа    | [ 83 ] |
| China TV Drama Awards                                    | 2013 | Популярный зарубежный актёр                                                | Наследники                                          | Победа    | [ 84 ] |
| Fashionista Awards                                       | 2015 | Best Fashionista – Мужская категория                                       | Ким Убин                                            | Номинация |        |
| Fashionista Awards                                       | 2016 | Best Dresser – Мужчина                                                     | Ким Убин                                            | Номинация |        |
| Кинопремия «Большой колокол»                             | 2014 | Hana Financial Group Star Award (Награда за популярность)                  | Друг 2: Наследие                                    | Победа    | [ 85 ] |
| InStyle Star Icon                                        | 2016 | Лучшая мужская роль (кино)                                                 | Специалисты, Двадцать                               | Номинация |        |
| InStyle Star Icon                                        | 2016 | Самый стильный актер                                                       | Ким Убин                                            | Номинация |        |
| KBS Drama Awards                                         | 2016 | Премия "За выдающиеся достижения", актер в драме средней продолжительности | Безрассудно влюблённые                              | Номинация |        |
| KBS Drama Awards                                         | 2016 | Премия нетизенов, актёр                                                    | Безрассудно влюблённые                              | Номинация |        |
| KBS Drama Awards                                         | 2016 | Лучшая пара                                                                | Ким Убин совместно с Пэ Сюзи Безрассудно влюблённые | Номинация |        |
| Korean Advertisers Association Awards                    | 2016 | Лучшая модель                                                              | Ким Убин                                            | Победа    | [ 86 ] |
| Korea Best Dresser Swan Awards                           | 2015 | Награда за лучший костюм                                                   | Ким Убин                                            | Победа    |        |
| Korea Drama Awards                                       | 2013 | Лучший новый актёр                                                         | Школа 2013                                          | Номинация | [ 87 ] |
| Korea Drama Awards                                       | 2014 | Награда за выдающиеся достижения, актёр                                    | Наследники                                          | Номинация | [ 88 ] |
| Korean Film Actors' Guild Awards                         | 2015 | Награда за популярность                                                    | Двадцать                                            | Победа    | [ 89 ] |
| Max Movie Awards                                         | 2014 | Лучший новый актёр                                                         | Друг 2: Наследие                                    | Номинация |        |
| Max Movie Awards                                         | 2015 | Лучшая мужская роль                                                        | Специалисты                                         | Номинация |        |
| Mnet 20's Choice Awards                                  | 2013 | 20's Booming Star – Male                                                   | Школа 2013                                          | Номинация | [ 90 ] |
| SBS Drama Awards                                         | 2013 | Top 10 Stars                                                               | Наследники                                          | Победа    | [ 91 ] |
| Seoul International Drama Awards                         | 2014 | Выбор народа                                                               | Наследники                                          | Номинация |        |
| Style Icon Awards                                        | 2014 | Топ-10 икон стиля                                                          | Ким Убин                                            | Номинация |        |

### Списки
| Издатель | Год  | Список                   | Место | Ист.   |
| -------- | ---- | ------------------------ | ----- | ------ |
| Forbes   | 2015 | Korea Power Celebrity 40 | 29-е  | [ 92 ] |